# Варяг (ракетен крайцер, 1983)
Вижте пояснителната страница за други значения на Варяг.
На ордена Нахимов гвардейски ракетен крайцер „Варяг“ е ракетен крайцер на руския военноморски флот. Флагмански кораб на Тихоокеанския флот на Русия от 1996 г. Третият кораб от проекта 1164 „Атлант“ е построен от корабостроителния завод „61 комунара“ в Николаев, име до 21 декември 1995 г. – „Червона Украина“.

## История на строителството
Заложен на стапела на Николаевския корабостроителния завод „61 комунара“ през 1979 г. под името „Червона Украина“. Спуснат на вода през 1983 г. Влиза в строй на 16 октомври 1989 г.

## Тактико-технически характеристики
Корабостроителни елементи
- Водоизместимост – 11 280 т
- Дължина – 186,5 м
- Ширина – 20,8 м
- Височина по мидъла – 42,5 м
- Газене максимално – 7,6 м
- Мощност на ГЕУ– газотурбинна, 4 × 22 500 к.с.

Ходови характеристики
- Скорост на хода – 32 възела
- Далечина на плаване – 7500 мили
- Автономност– 30 денонощия
- Екипаж – 476 (510) души

Въоръжение
- Противокорабно – 16 пускови установки за комплекса „Вулкан“ (боекомплект от 16 ПКР П-1000)
- Противолодъчно – два торпедни апарата, реактивни бомбови установки РБУ-6000
- Противолодъчен вертолет Ка-25/Ка-27
- Противовъздушно – една 130-мм установка АК-130, шест – АК-630, две установки ЗРК „Оса-МА“, осем ЗРК С-300Ф „Форт“

## История на службата
През 1990 г. начело на отряд бойни кораби изпълнява задачите на бойната служба и междуфлотски преход. От ноември 1990 г. е в състава на Тихоокеанския флот, през 1996 г. е преименуван на „Варяг“, от същата година е флагман на Тихоокеанския флот, вместо тежкия атомен ракетен крайцер „Адмирал Лазарев“. Влиза в състава на 36-та дивизия надводни кораби.
През 1997 г. посещава южнокорейския порт Инчон, през 1999 г. посещава Шанхай с официална визита в чест на 50-летието от образуването на КНР. През 2002 г. начело на отряд бойни кораби на ТОФ посещава военноморската база Йокосука във връзка с 50-летието от създаването на морските сили за самоотбрана на Япония. През 2004 г. отново посещава порт Инчон.
В периода септември – декември 2005 г., начело на отряд бойни кораби на ТОФ, изпълнява бойна служба в Индийския и Тихия океани, с посещение на портовете Вишакхапатнам (Индия), Танджунг Приок (Индонезия), Сатахип (Тайланд), Чанги (Сингапур), Дананг (Виетнам).
От 2006 до 2008 г. преминава ремонт в „Далзавод“ със замяна на ГЕУ. През октомври 2008 г. посещава в неофициална визита порт Пусан (Южна Корея). През 2009 г. посещава с официална визита китайският порт Циндао. През юни 2010 посещава с неофициална визита порт Сан Франциско. На 9 ноември 2010 г. пристига с визита в южнокорейския порт Инчон – на него е възложена историческата мисия да достави в родината реликвите на своя легендарен предшественик – руския крайцер „Варяг“, а също да подсигурява пребиваването в Южна Корея на Президента на РФ Дмитрий Медведев в периода на провеждането на срещата на „Г-20“ (G20), която се състои в Сеул в периода 10 – 12 ноември 2010 г.
През април – май 2011 г. участва в руско-китайските учения „Мирна мисия – 2011“ в акваторията на Жълто море с посещение на порт Циндао. През септември – декември 2011 г., начело на отряд кораби на ТОФ, изпълнява задачи на бойната служба в Тихия океан с посещения на военноморската база Майджуру (Япония), Апра (остров Гуам, САЩ), Ванкувър (Канада).
От 23 до 27 април 2012 г. съвместно с големите противолодъчни кораби „Адмирал Виноградов“, „Маршал Шапошников“, „Адмирал Трибуц“ и кораби на снабдяването участва в руско-китайските учения „Мирна мисия-2012“ в Жълто море.
В началото на 2013 г. кораба преминава планов ремонт в „Далзавод“. От 5 до 12 юли участва в поредните съвместни руско-китайски учения „Мирна мисия – 2013“ в Японско море. В периода 13 до 20 юли съвместно с есминеца „Бистрий“, големите противолодъчни кораби „Адмирал Виноградов“ и „Маршал Шапошников“, големите десантни кораби „Николай Вилков“ и „Ослябя“ участва във внезапната мащабна проверка на войските от Централния и Източния военни окръзи. В края на август начело на ескадра кораби на Тихоокеанския флот се насочва за Средиземно море, където през ноември отработва елементите на междуфлотското взаимодействие съвместно с тежкия атомен ракетен крайцер „Петър Велики“. За времето на похода посещава портовете Тринкомале (Шри Ланка), Салала (Оман) и Александрия (Египет).
| безрамки                               | безрамки   | безрамки                             | безрамки         |
| Вертолетният хангар и полетната палуба | РЛК MP-800 | Пусковите установки за ПКРК „Вулкан“ | РЛС 3Р41 „Волна“ |

В периода от 20 до 26 май 2014 г. начело на ескадра състояща се от ЕМ „Бистрий“, ГДК „Адмирал Невелской“ и кораби на снабдяването участва в руско-китайските учения „Морско взаимодействие – 2014“. В хода на ученията моряците от двете страни отработват съвместните действия по отбраната на корабите на котвена стоянка, освобождаването на пленени от пирати търговски съдове, организирането на съвместна ПВО, провеждат противолодъчни и издирвателно-спасителни операции, ракетни и артилерийски стрелби по морски и брегови цели. Страните за първи път изпълняват учебно-бойните задачи в състава на смесени отряди кораби. В хода на ученията руската ескадра посещава Шанхай. От 15 до 19 юли участва в руско-индийските учения „Индра-2014“ в Японско море. В хода на ученията руските и индийските моряци отработват насрещен бой в тъмната част на денонощието, издирване и условно унищожаване на подводна лодка, артилерийски стрелби по парашутни и морски мишени, а също и помощ на търпящ бедствие съд. През септември възпроизвежда стрелба в хода на мащабните учения „Восток-2014“. През ноември 2014 г., в преддверието на австралийската среща на G20, към бреговете на Австралия пристигат два отряда кораби на тихоокеанския флот начело с крайцера „Варяг“, което предизвиква обществен резонанс в Австралия. От 23 октомври до 15 декември 2014 г. в състава на отряд от големия противолодъчен кораб „Маршал Шапошников“, танкера „Борис Бутома“ и спасителния буксир „Фотий Крилов“ осигурява военноморското присъствие и демонстрация на флага в югозападната част на Тихия океан.
На 27 април 2015 г. завършва доков ремонт в „Далзавод“. От 7 до 12 декември 2015 г. участва в съвместните руско-индийски военноморски учения „Индра 2015“. С края на ученията е изпратен за крайбрежието на Сирия в състава на Средиземноморската ескадра на ВМФ на Русия за прикритие на авиацията, участваща в контратерористичната военна операция.
На 29 декември 2015 г. Гвардейският ракетен крайцер „Варяг“ на ВМФ на Русия е награден с Ордена на Нахимов. Наградата на знамето на крайцера закрепя Президента на Русия Владимир Путин в Деня на защитника на Отечеството, 23 февруари 2018 г. На 27 февруари 2018 г. на крайцера преминава церемонията за издигането на Гвардейския орденоносен Военноморски флаг.
На 3 януари 2016 г. крайцера влиза в Средиземно море за замяната на ГРКР „Москва“ около бреговете на Сирия в състава на Оперативното съединение на ВМФ на Русия в Средиземно море, където изпълнява бойната задача по прикритие с помощта на ЗРК „C-300Ф“ на действията на авиогруппата на ВКС на РФ на аеродрума Хмеймим. На 18 юли 2016 г., след успешното изпълнение на задачите на продължителния далечен поход, крайцера се връща във Владивосток.
На 7 февруари 2017 г. крайцера „Варяг“ излиза за учения по ракетни и артилерийски стрелби. От 1 април до 14 юни 2017 г. крайцерът изпълнява задачи на далечен поход във водите на Световния океан. В хода на похода „Варяг“ посещава порт Пусан, на 11 април, след това порт Манила, където кораба е посетен от президента на Филипините Родриго Дутерте. Изминавайки 11 хиляди мили крайцера се връща във Владивосток на 14 юни. На 9 октомври, намирайки се в акваторията на Охотско море, в хода на съвместна командно-щабна тренировка с АПРК К-150 „Томск“, изпълнява успешна стрелба с крилата ракета „Базалт“ по надводна цел.
През 2017 г., според резултатите на първенството, за преходната награда на Главнокомандващия Военноморския флот екипажа на крайцера става най-добър по резултатите му от изпълнение на стрелби с крилати ракети.
От 1 октомври 2018 г. до 24 януари 2019 г., в състава на отряд бойни кораби на ЧТОФ, се намира в далечен морски поход. Крайцерът посещава девет държави и прави престои в Хакодате (Япония), Чеджу (Южна Корея), Циндао (Китай), Танджунгприок (Индонезия), Муара (Бруней), Чанги (Сингапур), Вишакхапатнам (Индия), Коломбо (Шри Ланка) и Манила (Филипини).
През август 2020 г. в хода на ученията „Океанский щит-2020“ крайцерът „Варяг“ и подводният крайцер К-186 „Омск“ осъществяват съвместна ракетна стрелба в Берингово море. „Варяг“ поразява цел с ракета П-1000 „Вулкан“ на дистанция над 450 километра.

## Награди
- Почетно име „Гвардейски“ (1995)
- Орден на Нахимов (2015) – „за заслуги в осигуряване на безопасността на страната, високи показатели в бойната подготовка, мъжество и самоотверженост, проявени от личния състав в хода на изпълняване на учебно-бойните задачи“[36]

## Командири на кораба
- 1986 – 1991 капитан 2-ри ранг Макаренко, Владимир Константинович
- 1991 – 1993 капитан 2 ранг Войтов, Юрий Николаевич
- 1993 – 1995 капитан 2 ранг Малахевич, Сергей Алексеевич
- 1995 – 1998 гвардейски капитан 1-ви ранг Липинский, Анатолий Иванович
- 1998 – 2000 гвардейски капитан 1 ранг Тимошинов, Геннадий Николаевич
- 19 февруари 2000 – 02.2001 гвардейски капитан 1 ранг Моисеев, Сергей Фьодорович
- 09.2002 – 07.2005 гвардейски капитан 1 ранг Полозов, Дмитрий Владимирович
- 2005 – 2006 гвардейски капитан 1 ранг Липилин, Сергей Владимирович
- 2006 – 2012 гвардейски капитан 1 ранг Москаленко, Едуард Владимирович
- 2012 – 2013 гвардейски капитан 1 ранг Жовтоножко, Алексей
- 2013 – 2014 гвардейски капитан 1 ранг Потапов, Александър Валериевич
- 2014 – 2020 гвардейски капитан 1 ранг Уляненко, Алексей Юриевич
- 2020 – понастоящем н.в. гвардейски капитан 2 ранг Глушаков, Роман Николаевич

## Фотогалерия
- „Червона Украина“ по време на прехода
към Тихия океан, 1990 г.
- „Варяг“ в Сан Франциско (2010)
- „Варяг“ в Средиземно море (2016)
- В Бенгалския залив (2020)
- По време на визитата в Индонезия (2020)
- В порт Владивосток (2024)